# ひかり (秀吉のアルバム)
『ひかり』は、秀吉の4枚目のオリジナル・フル・アルバム。2020年2月3日にsirosiba record.からリリースされた。

## 概要
前作「ロックンロール」リリース後から約3年半振りのリリースであり、自身のレーベル『sirosiba record.』からの作品である。
会場限定でリリースされた「風に吹かれて」「誰もいない部屋」配信限定でリリースされた「デクノボー」「敗者の行進」「お気に召すままに」を含む全12曲。
「デクノボー」は映画『美しすぎる議員』の主題歌として使用され、楽曲はデジタル限定で先行配信された。アルバムには新たに録音し直して収録されている。
ゲストミュージシャンとして高橋愛（ex.モーニング娘。）、真一ジェット（LACCO TOWER）、えつこ（DADARAY,katyusha）等を迎えて制作された。
リリースに伴い、松井常松（ex-BOØWY）、清水依与吏（back number）、椎木知仁（My Hair is Bad）、大谷ノブ彦（ダイノジ）からコメントが寄せられた。
アルバムジャケット写真はカメラマンの中島未来、デザインはフクモトエミによるものである。

## エピソード
ほとんどのレコーディングを自身のスタジオ「sirosiba studio」で行い、柿澤がエンジニアを務めた。タワーレコード高崎店のウィークリー総合チャート(2/3-2/9)で2位を獲得。
リリースツアーが予定されていたが新型コロナウイルス流行の影響により初日以外の全ての公演が延期となった。

## 収録曲
（全作詞・作曲：柿澤秀吉、編曲：秀吉）
1. 光
アルバム『ロックンロール』制作の際に行ったクラウドファンディングのリターンの一つ「あなたに一曲作ります」の企画から生まれた楽曲。要望として"ファンに向けた歌を作って欲しい"との依頼から柿澤が書き下ろした。本作に収録されるにあたってアレンジは大幅に変更されている。
ツアーの延期が発表された際にこの曲のライブ映像が公開された。
2. 敗者の行進
シングルとして先行配信された。
MV撮影では秀吉史上初となる路上ライブが実際に行われ、ドキュメント的に撮影された。ちなみに場所は高崎駅と新宿駅である。
3. お気に召すままに
シングルとして先行配信された。
ゲストコーラスとして高橋愛（ex.モーニング娘。）が参加している。
MVは映画監督の飯塚花笑が担当し、俳優の宮田佳典とGAYSHA GALsが出演。
仮タイトルは「ガンブツソーシ」。印象が硬いなと感じていた柿澤は友人であるback numberの清水に相談し、お互い悩みに悩んで二日連続で長電話してようやく出てきたとラジオで語っていた。[4]
4. デクノボー
シングルとして先行配信されたが、本作収録にあたって新たにレコーディングされている。
映画『美しすぎる議員』（主演川村ゆきえ、青柳尊哉）の主題歌。
主演の青柳尊哉は自身のTwitterで"今日はこの曲を聴きながら眠ります。山に囲まれた盆地で過ごしていた少年時代を思い出します。温かくて好きです。"[5]を称していた。
5. 本当はね
曲中でリズムが変わったり転調したりと展開の激しい楽曲。
Twitterで"アコギの弦が錆びまくっていて「弦の錆びたギター」というフレーズを入れようと思って曲を作り始めて ワンコーラスできた！ と思ったらそのフレーズ入ってなかった"と言っていたのがこの曲。[6]
6. いまならいまさら
AOR調の楽曲。
エフエム群馬で放送された秀吉特番内でメンバー全員"お気に入りの曲"に上げていた。
柿澤曰く"僕らの中では「ハネたLUNA SEA」な曲。"
7. 風に吹かれて[7]
先行シングル。
コンテンポラリー・R&B風の楽曲。
MVは高崎の街中でワンカットで撮影された。
8. まじない
プリアルバム#3に収録されていた楽曲。歌詞に変更はないが、アレンジが大幅に変更されている。
ラジオで大谷ノブ彦とラルクの話題で盛り上がっていた際にメンバーは"ken作曲っぽいのがこの曲です"と紹介していた。
9. 燃えないゴミ
メンバー曰く"スタジオでぱっと決めたコードとリズムで合わせたら出来上がった曲"。
10. ネガ
アルバムのテーマを感じさせる楽曲。
柿澤による弾き語りが収録されるのは『くだらない唄』収録の「夜の唄」以来9年ぶり。
11. なくさないように
レゲエ調の楽曲。
"基本的にはダブっぽいのが好きなのでこういうレゲエ曲は新鮮ですね"と語っている。[8]
明言はしていないが子供とのやりとりが歌詞になっていると思われる。
NHKの番組「ムジカ・ピッコリーノ」を連想させる単語が出てくる。
12. 誰もいない部屋
先行シングル。[9]
こちらはレゲエ/ダブ風の楽曲。
MVの演奏シーンは自身のスタジオ「sirosiba studio」で撮影された。
『光』同様、ライブ映像が公開されている。